# Frances Parthenope Verney
Frances Parthenope Verney (Nápoles, 19 de abril de 1819 - Claydon House, Buckinghamshire, 12 de mayo de 1890) fue una escritora y periodista inglesa, hermana de Florence Nightingale.

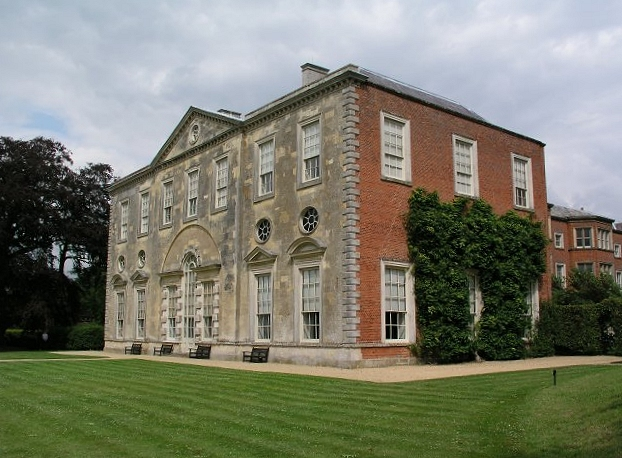
Claydon House.

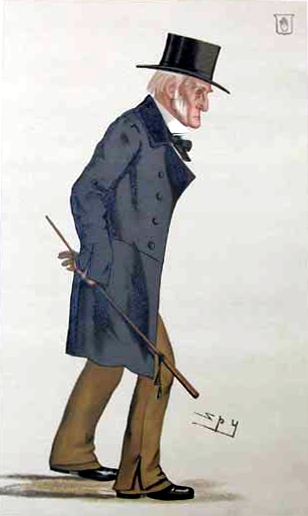
Sir Harry Verney, esposo de Frances Parthenope. Caricatura en Vanity Fair por Leslie Ward, 15 de julio de 1882.

## Biografía
Fue hija de William Edward Nightingale, y la hermana mayor de Florence Nightingale. En 1858 se convirtió en la segunda esposa del baronet Sir Harry Verney (segundo baronet) quien le fuera presentado por su hermana. También fue conocida como Frances Parthenope Nightingale, Lady Verney, Parthenope Nightingale, Parthe, «Pop», Parthenope Verney, Lady Frances Verney. Como Lady Verney, fue responsable de una amplia reforma en Claydon House, country house familiar en Buckinghamshire.
Parthenope fue una activa promotora del trabajo de su hermana durante la guerra de Crimea. Sin embargo, en una primera instancia, cuando en 1844 Florence había decidido dedicar su vida a la enfermería, se opuso firmemente a tal decisión, junto con la madre de ambas.
En sus últimos años, ambas hermanas vivieron cerca una de otra en South Street, Londres. Lady Verney escribía relatos y artículos para Fraser's Magazine, The Cornhill Magazine y Macmillan's Magazine. Publicó varias novelas y un libro de ensayos en dos volúmenes, Peasant Properties and Other Selected Essays. 
Luego de su muerte se publicaron dos antologías de sus trabajos, Essays and Tales y The Grey Pool and Other Stories. Su trabajo en los documentos de la familia Verney fue completado y publicado por Margaret Verney como Memoirs of the Verney Family during the Seventeenth Century.
Falleció el 12 de mayo de 1890, a los 71 años, en la residencia familiar de Claydon House.